# Sh2-303
Sh2-303 è una nebulosa a emissione visibile nella costellazione del Cane Maggiore.
Si trova nella parte centrale della costellazione, circa 6° a SSE di Sirio, la stella più brillante del cielo notturno; può essere fotografata solo attraverso strumenti amatoriali di potenza elevata, con l'aiuto di appositi filtri. Il periodo più propizio per la sua osservazione nel cielo serale è compreso fra i mesi di dicembre e aprile; la sua declinazione meridionale fa sì che sia osservabile con più facilità dalle regioni australi, sebbene sia visibile senza difficoltà anche dalla gran parte delle regioni dell'emisfero nord.
Si tratta di una lunga nube disposta in senso est-ovest; la fonte della ionizzazione dei gas è EZ Canis Majoris, una stella di Wolf-Rayet di magnitudine media attorno a 6,65 e nota anche come WR 6, posta alla distanza di circa 575 parsec (1875 anni luce). La nube fa parte di un sistema nebuloso che comprende anche le vicine Sh2-304 e Sh2-308, molto estese e debolmente illuminate, poste alla stessa distanza e illuminate dalla stessa stella; secondo altri studi invece, la distanza della stella e delle nubi ad essa associate sarebbe di 1800 parsec (5870 anni luce). Secondo gli studi che indicano le stime di distanza più basse, EZ CMa fa parte di un'associazione OB molto estesa e poco concentrata, visibile nella stessa direzione dell'ammasso aperto Cr 121 e probabilmente legata a M41, associazione nota come Canis Major OB2; questa struttura è situata a circa 200 parsec dal Complesso di Orione e a breve distanza dai bordi esterni della Nebulosa di Gum. Ad una distanza doppia fra il Sole e CMa OB2 e sulla stessa linea di vista si osserva invece CMa OB1, una seconda associazione OB legata alla Nebulosa Gabbiano e probabilmente allo stesso Cr 121.